# Everywoman's Husband
Pour plus de détails, voir Fiche technique et Distribution.
Everywoman's Husband est un film américain réalisé par Gilbert P. Hamilton, sorti en 1918.

## Synopsis
Alors que ce n'est pas vraiment son caractère, Edith Emerson, qui vient de se marier avec Frank Emerson, suit les conseils de sa mère et rend difficile la vie du foyer conjugal. Frank, de dépit, tombe amoureux du mannequin Delia Marshall, qui lui porte toutes les attentions qu'il n'a pas chez lui. À la mort de son père Jonathan Rhodes, Edith découvre qu'il a eu une maîtresse pendant des années et que le mariage de ses parents, quoiqu'en dise sa mère, a été un échec. Edith cherche alors à convaincre Delia de quitter Frank, mais celle-ci refuse. La jeune femme va alors reconquérir son mari en lui montrant toute son affection. 

## Fiche technique
- Titre original : Everywoman's Husband
- Réalisation : Gilbert P. Hamilton
- Scénario : Charles J. Wilson
- Photographie : Tom Buckingham
- Société de production : Triangle Film Corporation
- Société de distribution : Triangle Distributing Corporation
- Pays d'origine :  États-Unis
- Langue originale : anglais
- Format : noir et blanc — 35 mm — 1,37:1 — Film muet
- Genre : drame
- Durée : 50 minutes (environ 2 000 m, 5 bobines)
- Dates de sortie :  États-Unis : 7 juillet 1918
- Licence : Domaine public

## Distribution
- Gloria Swanson : Edith Emerson
- Joe King : Frank Emerson
- Lillian Langdon : Mme Rhodes
- George C. Pearce : Jonathan Rhodes
- Lillian West : Delia Marshall
- Jack Livingston : Reginald Dunstan
- Walt Whitman
- Ed Brady